# Programma Callicrate
Nuova architettura delle autonomie e dell'amministrazione decentralizzata - Programma Callicrate (in greco Νέα Αρχιτεκτονική της Αυτοδιοίκησης και της Αποκεντρωμένης Διοίκησης - Πρόγραμμα Καλλικράτης?, Néa Architektonikī́ tīs Aftodioíkīsīs kai tīs Apokendrōménīs Dioíkīsīs - Prógramma Kallikrátīs), abbreviato in Programma Callicrate, è una riforma varata dal governo greco nel 2010 per ridurre i costi della burocrazia in seguito alla crisi economica nel Paese.

## Riforme pregresse

### Riforme amministrative degli anni '90
Nel 1994, durante il governo socialista di Andreas Papandreou le prefetture della Grecia vengono riorganizzate in entità prefetturali autogovernate con prefetti e consigli amministrativi eletti dal popolo. Inoltre, le periferie, la divisione amministrativa di primo livello, create nel 1987, ma incapaci di far fronte alle loro già limitate responsabilità a causa della carenza di budget, assumono le funzioni delle prefetture nel settore economico, tra cui la riscossione delle tasse e la gestione dei fondi europei.
Successivamente, con il programma Capodistria, viene di molto ridotto il numero dei comuni e delle comunità passando da 5 823 a 1 033, l'idea del piano era quella di ridurre il gran numero di amministrazioni riguardanti piccoli villaggi locali, puntando su un aumento dell'urbanizzazione che avrebbe ridotto la necessità di tale decentramento. Un gran numero di piccoli comuni e comunità rurali, con una media di soli 4 661,5 abitanti, continuò ad amministrarsi autonomamente. Tra le comunità superstiti se ne contavano 88 con una popolazione inferiore a 1 000 abitanti, con il caso estremo di Gramos abitato da appena 28 persone.
Con le riforme amministrative degli anni '90, la Grecia è stata considerata come la prima nazione dell'Europa a tentare una riforma amministrativa che puntasse alla semplificazione e alla riduzione delle autonomie, un modo d'agire più tipico nella politica dei paesi settentrionali. In ogni caso, al livello delle prefetture vi fu un grande movimento di opposizione alle riforme, finendo nuovamente nell'inefficienza e facendo ridurre la fiducia dell'opinione comune verso l'amministrazione prefettizia.

### Il fallimento del piano Capodistria II
Dopo la vittoria elettorale del partito conservatore Nuova Democrazia nel 2004, si evitò di procedere a ulteriori riforme amministrative, in quanto il partito stesso si era opposto anche alle riforme degli anni '90. Solo dopo il 2007, il governo decise di procedere con ulteriori semplificazioni per portare la struttura amministrativa più in linea con la direttiva europea della strategia di Lisbona. Il progetto prevedeva di accorpare le tredici province in solo sei macroregioni amministrative, di ridurre le prefetture da 50 a 16 e i comuni da 1 034 a 400 in modo da gestire meglio i fondi europei e, riducendo la frammentazione, permettere un miglior funzionamento dell'esazione delle tasse.
Il piano, che si focalizzava completamente sull'efficienza, fu criticato su aspetti come la mancanza di partecipazione democratica nella gestione e dovette fronteggiare anche l'opposizione delle parti più conservatrici del partito al governo e infine venne accantonato. L'unica parte realizzata fu comunque l'abolizione delle 147 province, ulteriori suddivisioni delle prefetture. Per il resto, il sistema amministrativo rimase identico a quello adottato con il primo piano Capodistria.

## Sintesi del programma
|                        | Organizzazione amministrativa con il Programma Capodistria (1998–2010) | Organizzazione amministrativa dopo il 2011 con Callicrate |
| ---------------------- | --- | --- |
| Primo livello          | 13 periferie (Διοικητική περιφέρεια, Diikitikì perifèria) | 7 diocesi decentralizzate (Αποκεντρωμένη Διοίκηση, Apokendromèni Diìkisi) guidate da un segretario generale selezionato dal Ministro dell'Interno. |
| Secondo livello        | 51 prefetture (Νομοί, Nomòi) o "nòmi", guidati da un prefetto (Νομάρχης) e da un Consiglio Prefettizio (Νομαρχιακό συμβούλιο) entrambi eletti dal popolo. Alcune prefetture erano state riunite in gruppi amministrativi più ampi, le superprefetture, ad esempio, la prefettura dell'Attica era divisa a sua volta in quattro prefetture. | 13 periferie (Περιφέρεια, Perifèria), gestite da un governatore περιφερειάρχης, periferiàrchis e un Consiglio Regionale (Περιφερειακό συμβούλιο, perifereiakó symboúlio) entrambi eletti dal popolo. Le periferie sono a loro volta suddivise in 74 unità periferiche (περιφερειακή ενότητα, periferiakì enòtita), spesso corrispondenti alle precedenti prefetture, e guidate da un vice del governatore regionale (αντιπεριφερειάρχης, antiperifereiárchis). |
| Amministrazione locale | 914 comuni (Δήμος, Dìmos), ulteriormente suddivisi in: - distretti municipali (Δημοτικό διαμέρισμα) - distretti locali (Τοπικό διαμέρισμα) 120 comunità (Κοινότητα, kinòtita) | 325 comuni (Δήμος, Dìmos), ulteriormente divisi in: - unità municipali (Δημοτική ενότητα) - comunità municipali (Δημοτική κοινότητα) - comunità locali (Τοπική κοινότητα) |

A seguito della vittoria schiacciante del Movimento Socialista Panellenico alle elezioni del 2009, è stata proposta una nuova riforma del sistema amministrativo. Il programma Callicrate è stato presentato a gennaio 2010, agli inizi della crisi economica della Grecia. Il piano era in termini numerici abbastanza simile al Capodistria II, ma non si limitava a una riduzione delle entità amministrative quanto a un rafforzamento di quelle che sarebbero rimaste in termini di autonomia di governo, trasparenza e accessibilità pubblica. Allo stesso tempo il programma puntava a ridurre gli impiegati complessivi nell'amministrazione locale del 50% facendoli passare da 50 000 a 25 000 e ridurre soprattutto le piccole amministrazioni nei paesi rurali "estremamente carenti e prive di ogni possibilità di assolvere ai loro compiti."

### La riforma a livello locale
Il programma ha ridotto i comuni da 1 034 a 325. Con questo sistema i comuni della Grecia hanno raggiunto una grandezza media di 31 000 abitanti, comparabile con la media degli altri paesi dell'Unione europea. Per aumentare la trasparenza, le autorità locali devono pubblicare tutte le loro decisioni attraverso Internet. Inoltre è stata istituita la figura del difensore civico per aiutare cittadini e imprese a trattare con le amministrazioni locali. All'interno delle amministrazioni sono nati i Comitati finanziari e i Comitati esecutivi per aiutare una miglior gestione economica. Nei comuni con più di 10 000 abitanti è stato creato anche il Comitato per la qualità della vita. Per aiutare l'allocazione di risorse locali, sono stati istituiti anche i Comitati di consulta composti da rappresentanti di compagnie commerciali, di business e organizzazioni non governative.

### La riforma a livello regionale
Con Callicrate, sono state abolite le 51 prefetture, che sono state sostituite da 74 unità amministrative, a minor autonomia. Il potere amministrativo regionale è stato concentrato nelle 13 periferie. Le periferie esistevano già come livello di suddivisione maggiore dal 1987, ma con il nuovo programma si sono dotate di un governo autonomo ad elezione popolare. Al primo livello di suddivisione sono state create le diocesi, dirette da un governatore nominato dal Ministro dell'Interno.
| Diocesi decentralizzate                    | Periferie                    | Capoluogo | Unità periferiche | Numero di comuni |
| ------------------------------------------ | ---------------------------- | --------- | ----------------- | ---------------- |
| Macedonia-Tracia                           | Macedonia Centrale           | Salonicco | 7                 | 22               |
| Macedonia-Tracia                           | Macedonia Orientale e Tracia | Komotini  | 6                 | 38               |
| Epiro-Macedonia Occidentale                | Macedonia Occidentale        | Kozani    | 4                 | 12               |
| Epiro-Macedonia Occidentale                | Epiro                        | Giannina  | 4                 | 19               |
| Tessaglia-Grecia Centrale                  | Tessaglia                    | Larissa   | 5                 | 25               |
| Tessaglia-Grecia Centrale                  | Grecia Centrale              | Lamia     | 5                 | 25               |
| Peloponneso-Grecia Occidentale-Isole Ionie | Peloponneso                  | Tripoli   | 5                 | 26               |
| Peloponneso-Grecia Occidentale-Isole Ionie | Grecia Occidentale           | Patrasso  | 3                 | 19               |
| Peloponneso-Grecia Occidentale-Isole Ionie | Isole Ionie                  | Corfù     | 5                 | 7                |
| Attica                                     | Attica                       | Atene     | 8                 | 66               |
| Egeo                                       | Egeo Settentrionale          | Mitilene  | 5                 | 8                |
| Egeo                                       | Egeo Meridionale             | Ermopoli  | 13                | 34               |
| Creta                                      | Creta                        | Candia    | 4                 | 24               |